# گده‌زیخور
گده‌زیخور (به ترکی آذربایجانی: Gədəzeyxur) یک منطقه مسکونی در جمهوری آذربایجان است که در شهرستان قوسار واقع شده است. گده‌زیخور ۲۲۲۵ نفر جمعیت دارد.